# Établissement rural gallo-romain de Chassey-lès-Montbozon
La villa gallo-romaine de Chassey-lès-Montbozon ou établissement rural gallo-romain de Chassey-lès-Montbozon est un vestige de villa romaine Séquanes de Chassey-lès-Montbozon, en Haute-Saône en Bourgogne-Franche-Comté. Construite en Séquanie gallo-romaine aux environs du Ier siècle, elle est inscrite aux monuments historiques depuis le 12 février 2002.

## Histoire
L'existence de vestiges gallo-romains de Chassey-lès-Montbozon est connue depuis le XIXe siècle. Ce n'est cependant qu'entre 1991 et 1995 que des fouilles archéologiques sont entreprises au lieu-dit Le Pré-Guillemin, à l'est du village, où plusieurs vestiges de bâtiments sont mis au jour, dispersés sur une étendue rurale haut-saônoise de 30 à 40 hectares de la vallée de l'Ognon. 

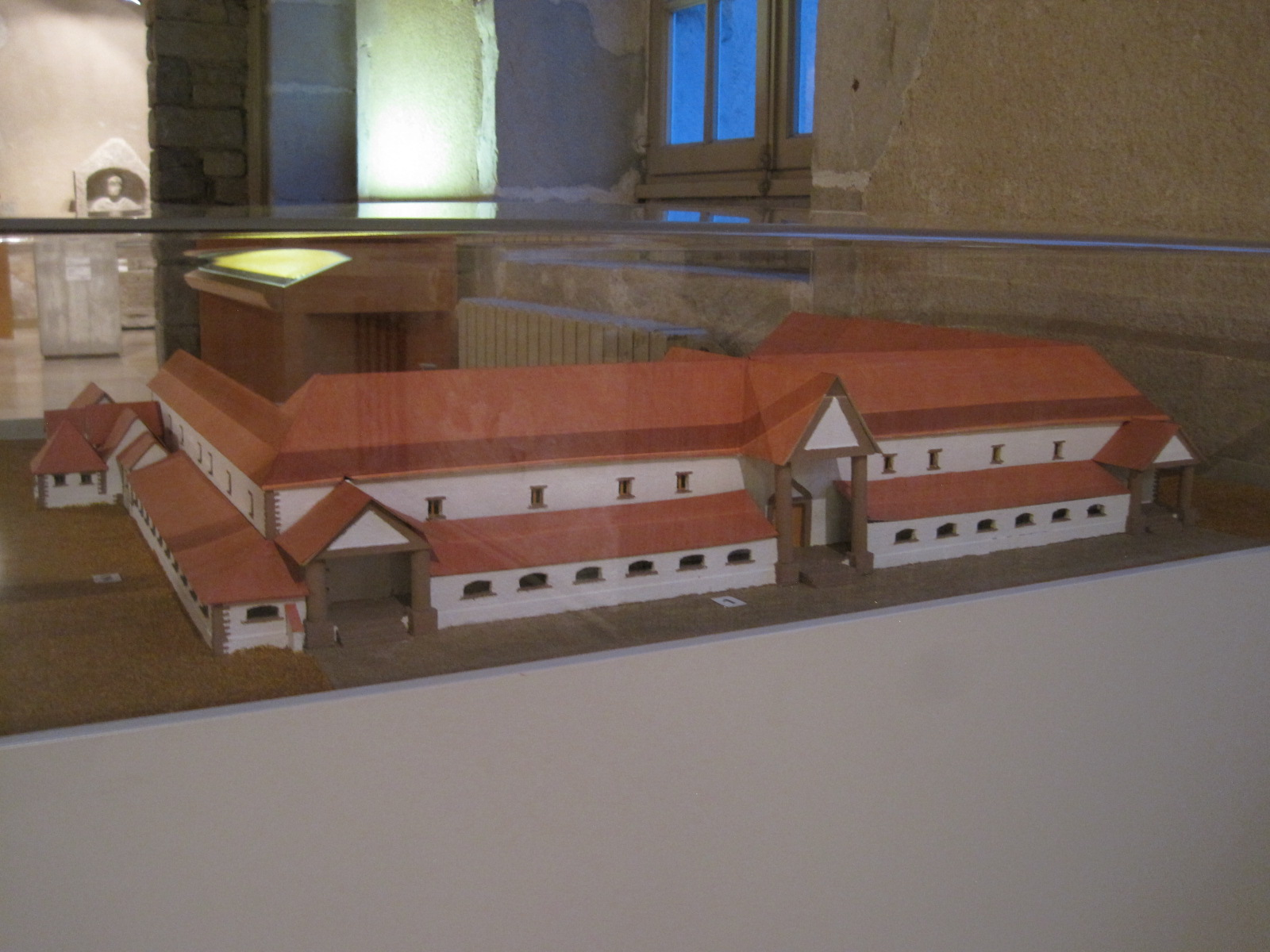
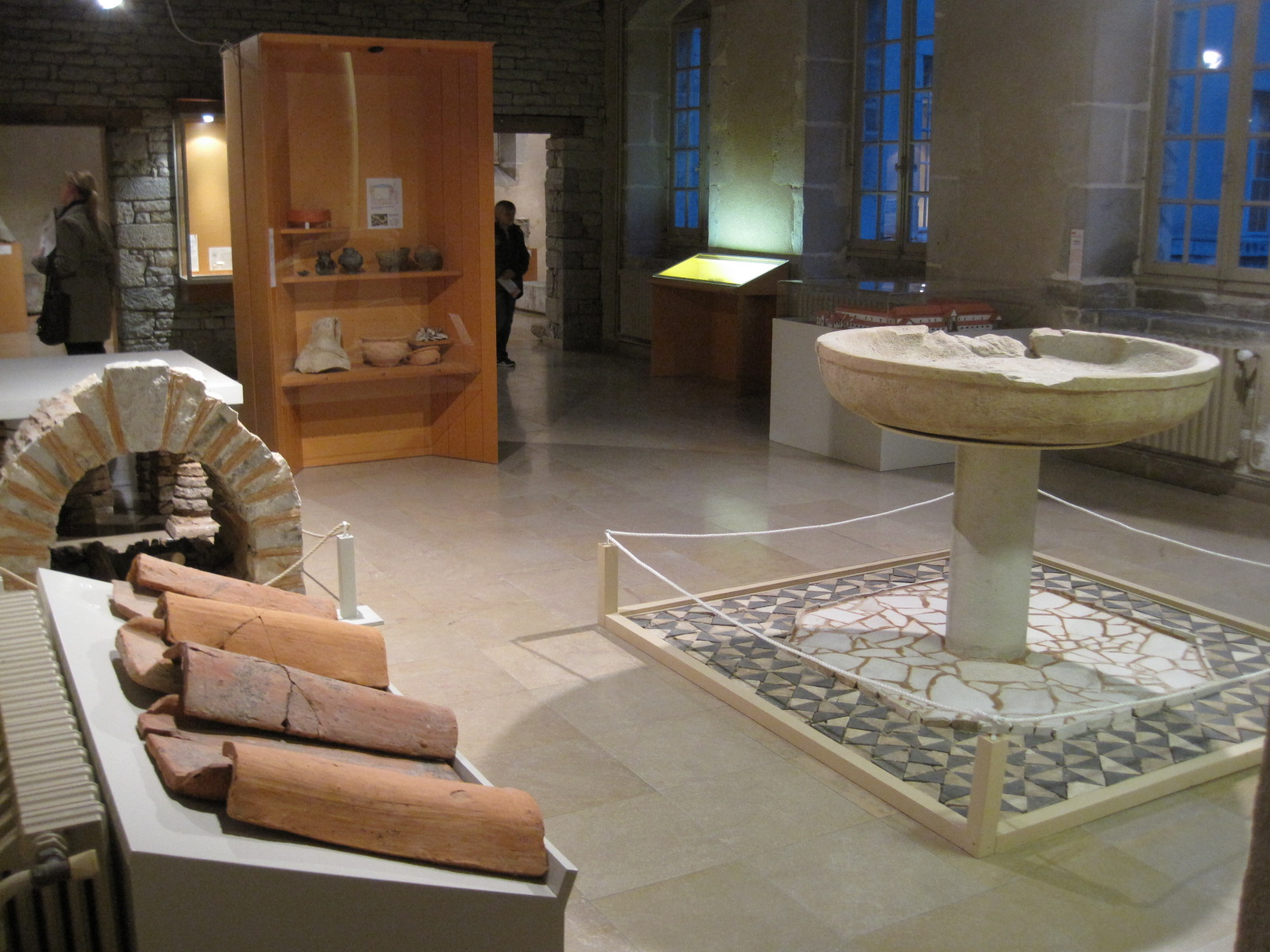
Tuile romaine et fontaine
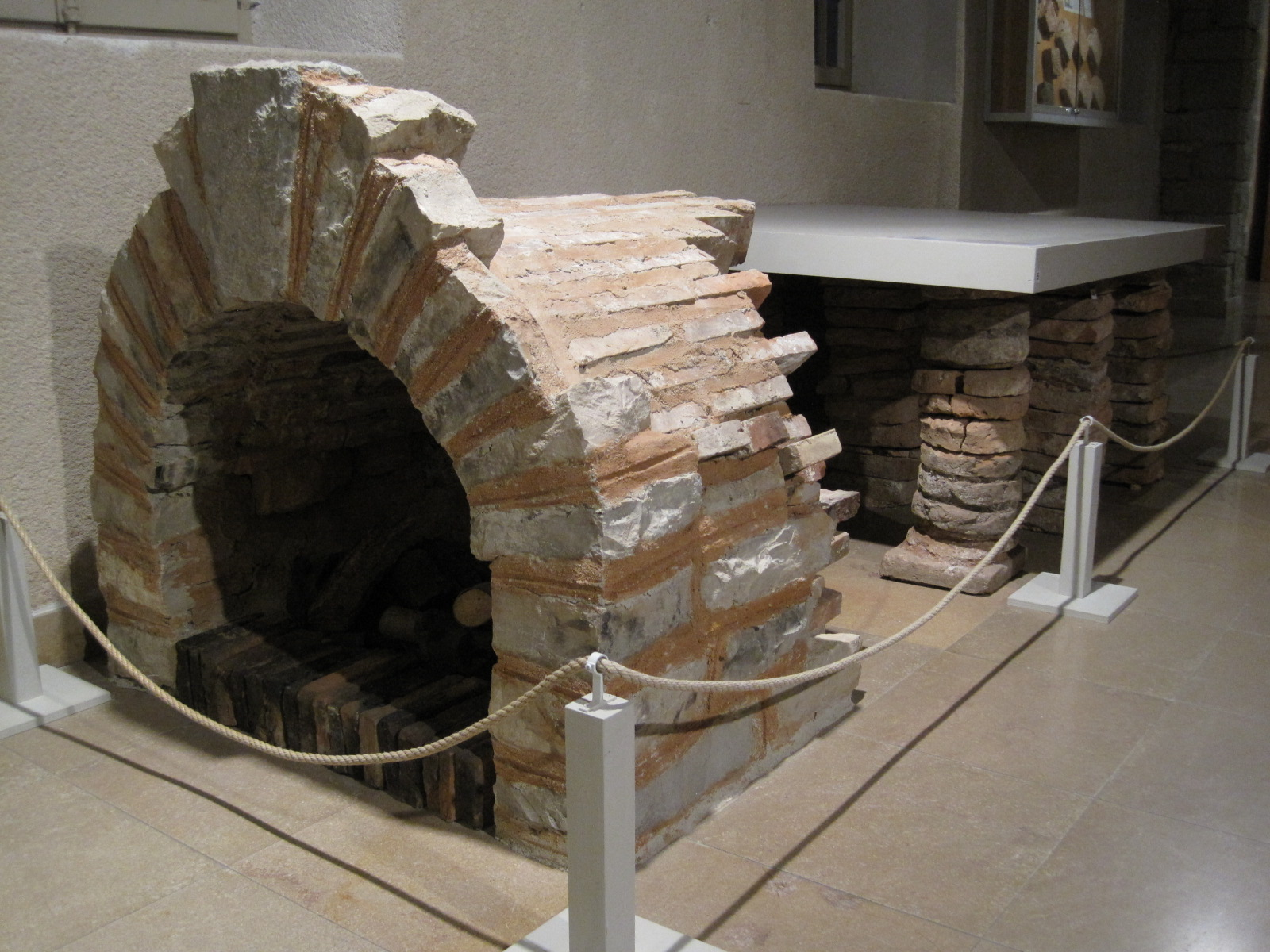
Chauffage hypocauste

Cette villa romaine de 8 900 m² est construite en U autour d'une cour intérieure en péristyle, fermée par un  long bassin de 10 x 60 m pour 90 cm de profondeur, avec de nombreuses pièces de tailles très variables (de 14 à plus de 120 m²) dont certaines chauffées par hypocauste,.

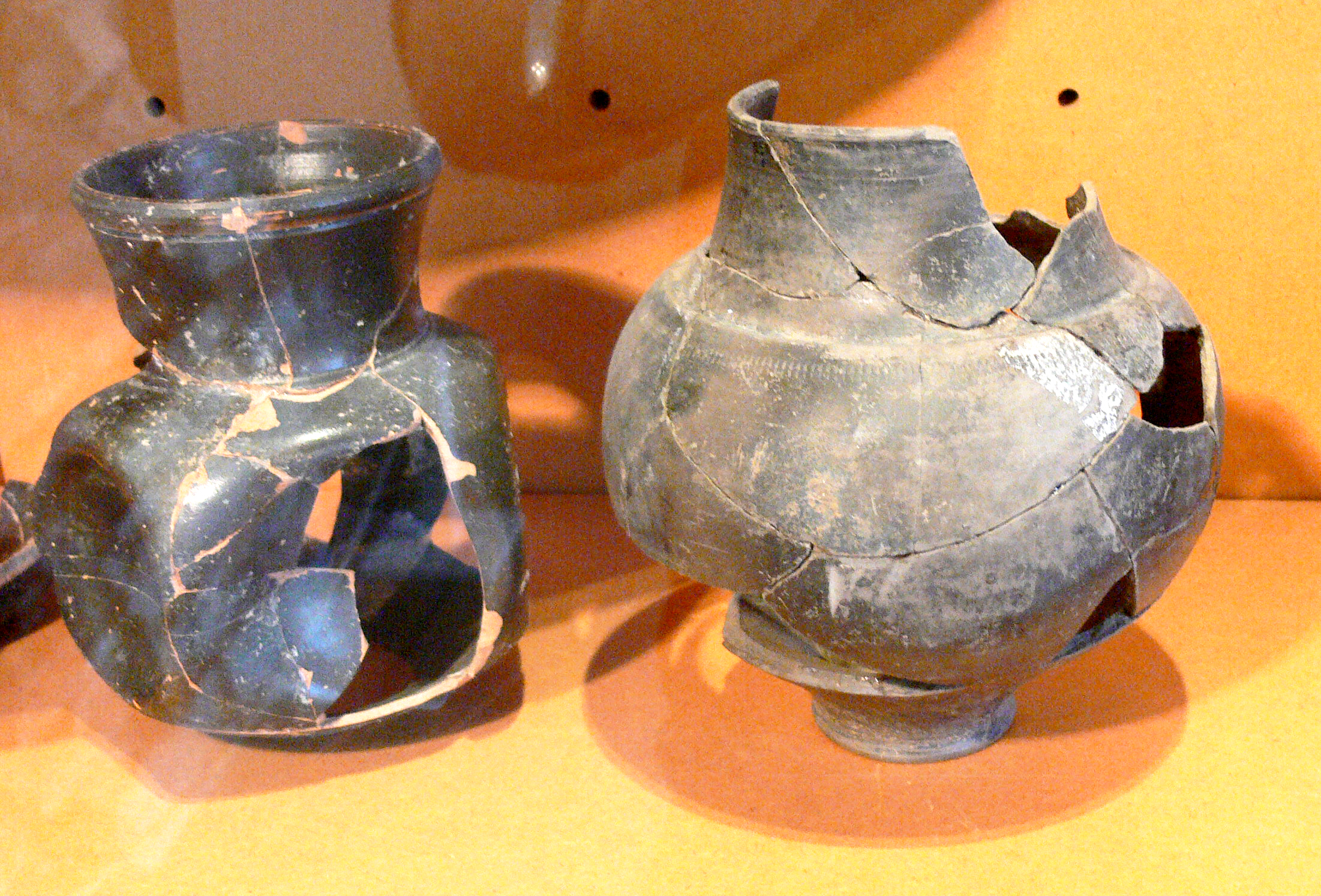
Céramiques
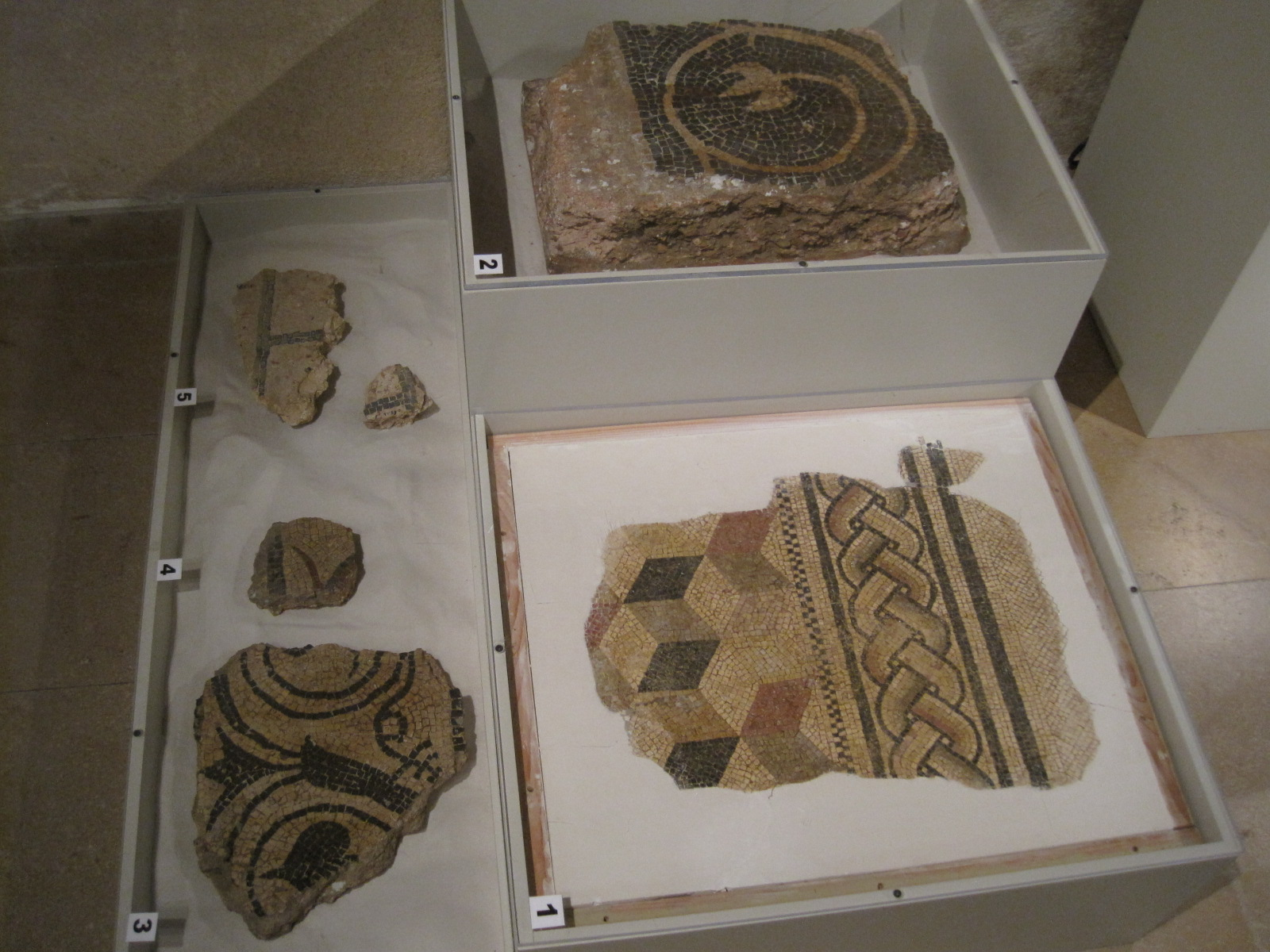
Mosaïque romaine
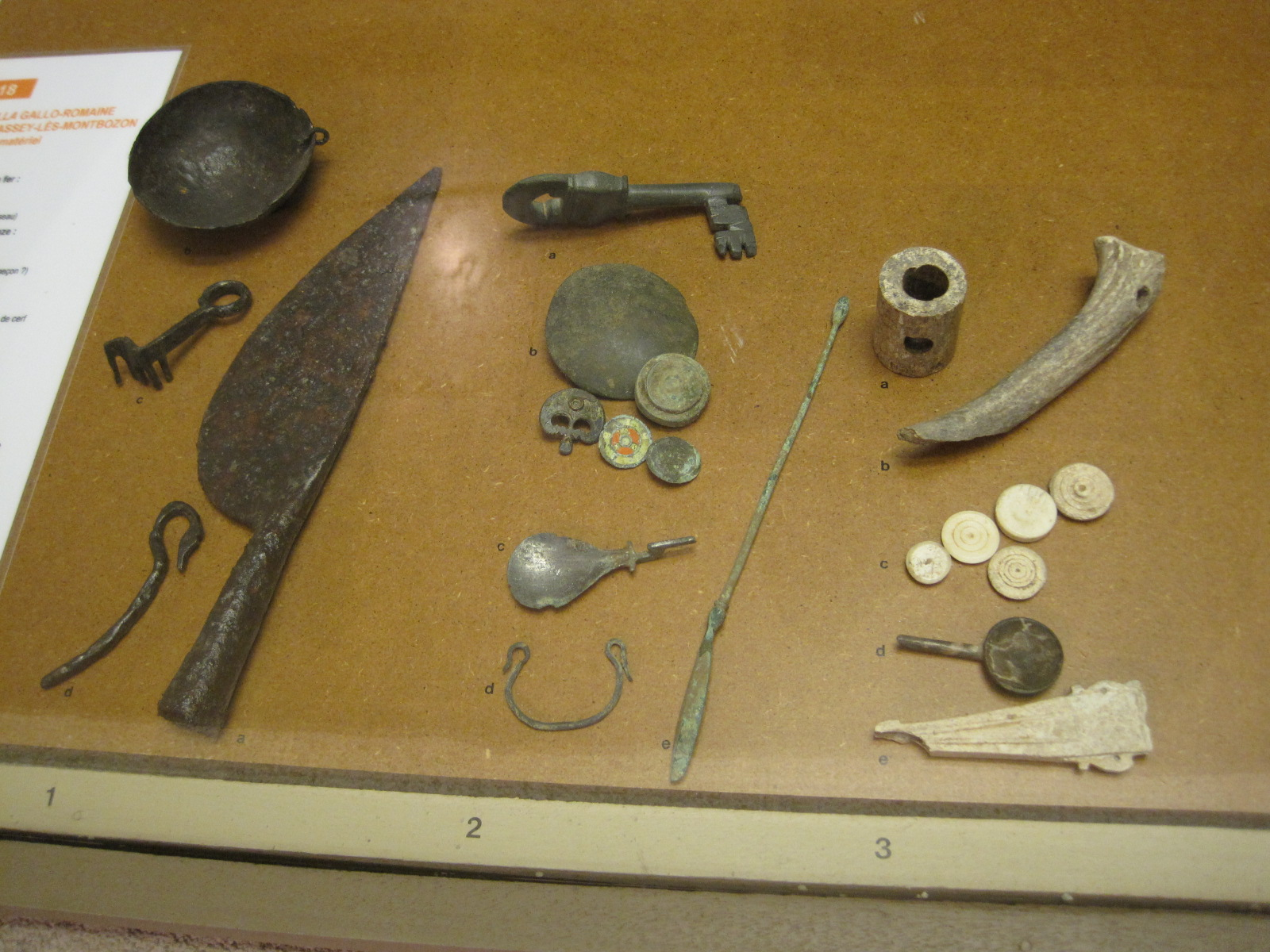
Objets divers

De nombreux objets et vestiges d'architectures découverts sur ce site archéologique sont depuis exposés au musée d'art gallo-romain du musée Jean-Léon Gérôme de Vesoul.

## Musée
- Musée d'art gallo-romain du musée Jean-Léon Gérôme de Vesoul.